# Air Creebec
Air Creebec Inc. (mã IATA = YN, mã ICAO = CRQ) là hãng hàng không của Canada, trụ sở ở Val-d'Or, Quebec. Hãng có các tuyến bay thường xuyên và các chuyến thuê bao tới 7 nơi ở Quebec và Ontario. Căn cứ của hãng ở Sân bay Val-d'Or và Sân bay Timmins.

## Lịch sử
Air Creebec được thành lập tháng 6/1982 và bắt đầu hoạt động từ 1.7.1982, do Cree sở hữu 51% và Austin Airways 49%. Năm 1988 công ty Cree Creeco mua hết cổ phần của hãng này.

## Các nơi đến
(Tháng 4/ 2007):
- Ontario
  - Attawapiskat
  - Fort Albany
  - Kashechewan First Nation
  - Moosonee
  - Peawanuck
  - Timmins, Ontario
- Quebec
  - Whapmagoostui
  - Radisson
  - Chisasibi
  - Wemindji
  - Eastmain
  - Nemaska
  - Waskaganish
  - Chibougamau
  - Roberval
  - Val-d'Or
  - Montreal

## Đội máy bay

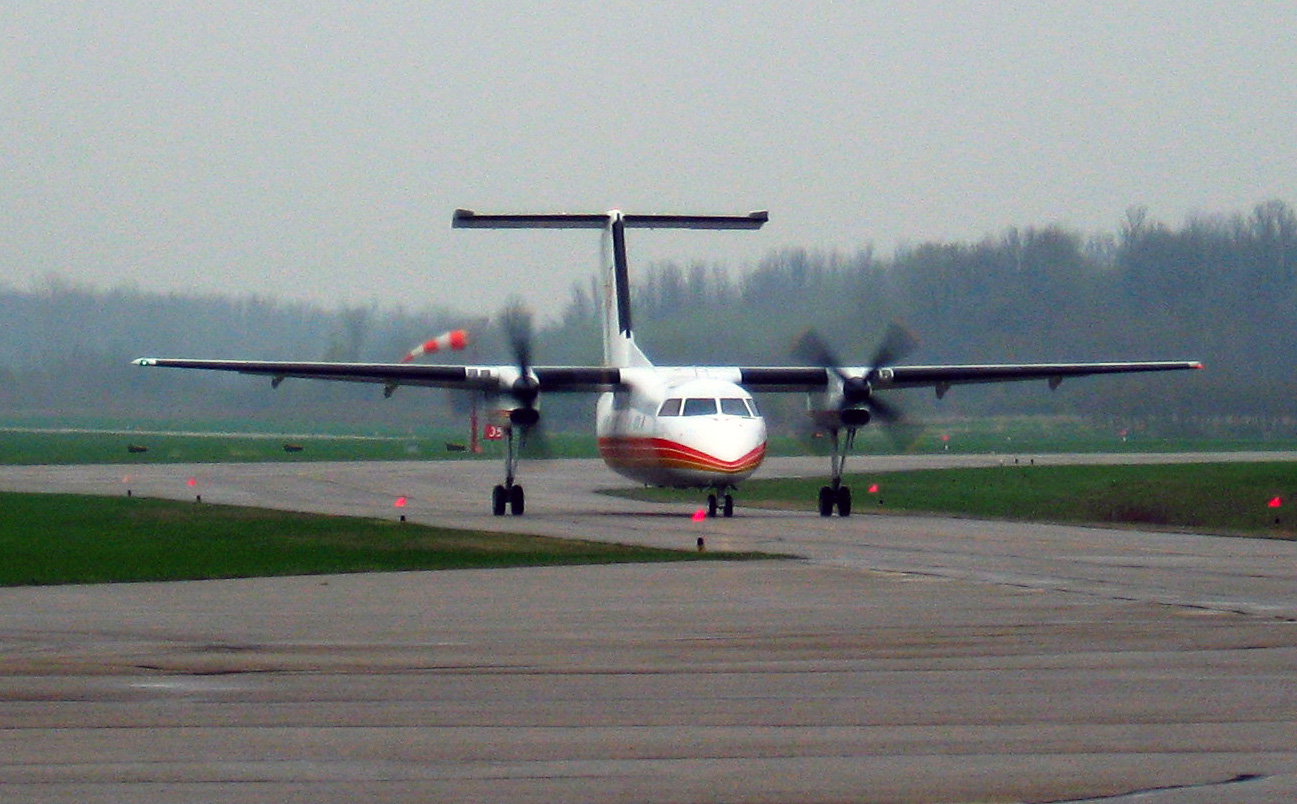
Air Creebec Dash-8-102 C-FCSK

(Tháng 4/2007): 